# Augustobona
Augustobona est le nom latin de la ville fondée par les Romains qui devint par la suite Troyes. Chef-lieu et oppidum de la cité des Tricasses, elle était située sur la Seine.

## Toponymie
La ville est connue sous le nom d'Augustobona à l'époque gallo-romaine. Du terme celtique bona, fondation urbaine, et du nom de l'empereur Augustus, Auguste, soit « fondation (dédiée à) Auguste ». L'élément bona se trouve également dans Juliobona, (Lillebonne, Seine-Maritime), dans Vindobona « la ville blanche » (Vienne, Autriche) et Ratisbona (Ratisbonne, Allemagne),.
Par un processus connu pour bien d'autres villes françaises, le nom actuel est dérivé du nom de la nation des Tricasses, organisée au sein de la civitas Tricassium (IVe siècle).

## Avant l'arrivée des Romains
À proximité de Troyes, le complexe funéraire du Moutot à Lavau atteste l'occupation précoce du territoire dès le Ve siècle av. J.-C. Relativement proche aussi, la tombe de Vix atteste une occupation celte dans la région dès le VIe siècle av. J.-C. Les premiers habitants ayant laissé des traces tangibles de leur présence sont les Tricasses, peuple de la Gaule lyonnaise mentionnée à partir du Ier siècle apr. J.-C. dans les écrits de géographes grecs, même si quelques mégalithes témoignent d'un peuplement plus ancien. La ville est mentionnée sous le nom de Augustobona dans le courant du IIe siècle , mais la dénomination dérivée du nom des Tricasses s'impose progressivement sous le Bas-Empire. Les Lingons, voisins de cette nation, ont aussi habité dans la moitié sud-est de la ville. L’absence de mention du peuple des Tricasses dans la Guerre des Gaules et le nom du chef-lieu de cité du Haut-Empire ont conduit à penser que la création de cette civitas résultait du démembrement du territoire d’un ou de plusieurs peuples voisins à l’époque augustéenne. Les dernières synthèses en date proposent qu’elle se soit faite au détriment du peuple des Sénons.

## Fondation de la ville auIersiècle

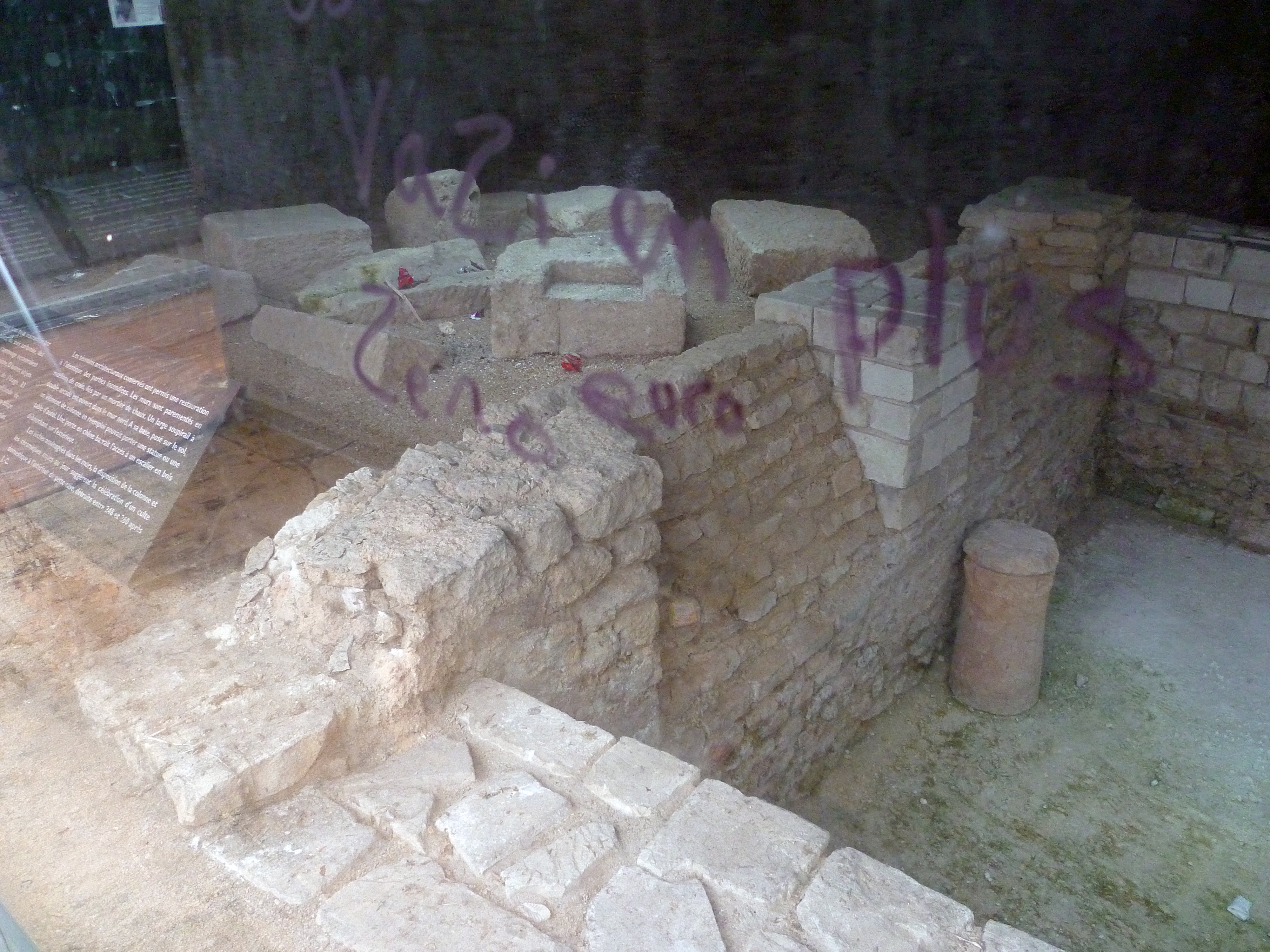
Site gallo-romain de la Porte de Chaillouet.

À l'époque de sa fondation, au cours du Haut-Empire — fin du Ier siècle av. J.-C. et début Ier siècle apr. J.-C. — la cité, alors entourée de vastes étendues marécageuses sur ses franges méridionales et ses marges septentrionales, fait l'objet d'importantes opérations de drainage afin d'accueillir de nouvelles zones urbaines. À partir de la seconde moitié du Ier siècle, le site d'Augustobona dispose de plusieurs infrastructures publiques à caractère édiliaires. Ces édifices, notamment un aqueduc et possiblement un complexe thermal, mais dont les prospections archéologiques n'ont permis de retrouver seulement quelques vestiges, alternent avec des aires d'habitation. À cette époque, l'ouvrage d'art hydraulique, par le biais d'une canalisation conçue au moyen de mœllons de petite taille, permet alors de distribuer en eau potable les différents lieux publics et privés de la cité champenoise,,. Au cours de cette période, l'ensemble urbain de la ville de Troyes, sous forme antique, recouvre dès lors une superficie d'environ 80 ha, espace compris entre la porte de Chaillouet, au nord, et la place du Professeur-Langevin au sud ; ainsi qu'entre le faubourg Saint-Jacques, à l'ouest, et la rue Jeanne-d'Arc à l'est. Postérieurement à ce développement urbain, au cours des années 120 apr. J.-C., l'empereur romain Hadrien séjourne dans la ville avec ses troupes.

## AugustobonadevientCivitas Tricassiumà la fin duIVesiècle
Au début de l'Antiquité tardive, vers 380 apr. J.-C., la ville troyenne, qui est à cette époque rebaptisée sous le nom de Civitas Tricassium, est alors enserrée par un vaste mur d'enceinte fortifié.
C'est à l'ouest de la ville, vers Méry-sur-Seine, ou, de manière plus probable, à Dierrey-Saint-Julien (au lieu-dit de Moirey), que se déroule en 451 la bataille des champs Catalauniques.
Le 20 juin, alors qu'Attila a été repoussé à Orléans par les Romains, Loup de Troyes, évêque de la cité, se rend à son camp et le supplie d'« épargner une ville sans défense, car elle n'avait ni murs ni soldats ». Attila lui aurait répondu : « Soit ! Mais tu viendras avec moi et tu verras le Rhin ; je te promets de te renvoyer alors ». Les Huns sont encore arrêtés dans les plaines voisines de Troyes, appelées champs Catalauniques, par les Romains et par les Francs commandés par Mérovée ainsi que leurs alliés. Attila est défait. Le roi des Wisigoths, Théodoric, y est tué. La bataille de Mauriac, ou Campus Mauriacus, autre terme historique utilisé pour faire mention du conflit des champs Catalauniques,,, chasse définitivement les Huns de la Gaule,.

## Localisation incertaine des Champs catalauniques
La localisation des Champs Catalauniques est incertaine, plusieurs lieux sont évoqués :
1. À l'ouest de Troyes (Dierrey-Saint-Julien). Le lieu a été cherché entre Sens et Troyes, à quinze kilomètres à l'ouest de Troyes, dans la plaine de Moirey[21], au sud de la commune de Dierrey-Saint-Julien (Aube).
2. À l'ouest de Troyes (Montgueux). Certaines études supposent que ce combat se serait déroulé dans un lieu appelé champs Mauriaques (campus mauriacus)[22]. Ces études situent le campus mauriacus à l'ouest de Troyes près du village de Montgueux[23]. On trouve également le chemin des Maures entre Troyes et Montgueux, lequel nom est considéré par les toponymistes comme dérivant de « mont des Goths ».
3. Au nord-ouest de Troyes (Méry-sur-Seine). À la suite de la découverte du trésor de Pouan et de son étude[24] par Achille Peigné-Delacourt, la bataille se serait déroulée entre Méry-sur-Seine et Arcis-sur-Aube. L'historien britannique Thomas Hodgkin (1831-1913) propose aussi le site de Méry-sur-Seine.
4. Au nord-ouest de Troyes (Sainte Maure). Ou peut-être près de Sainte-Maure à quelques kilomètres au nord-ouest de Troyes : on y trouve une plaine (qui pourrait être le Campus Mauriacus dont parle Grégoire de Tours) dominée par deux collines qui pourraient être les lieux où Ætius et Attila s'installèrent avant la bataille.

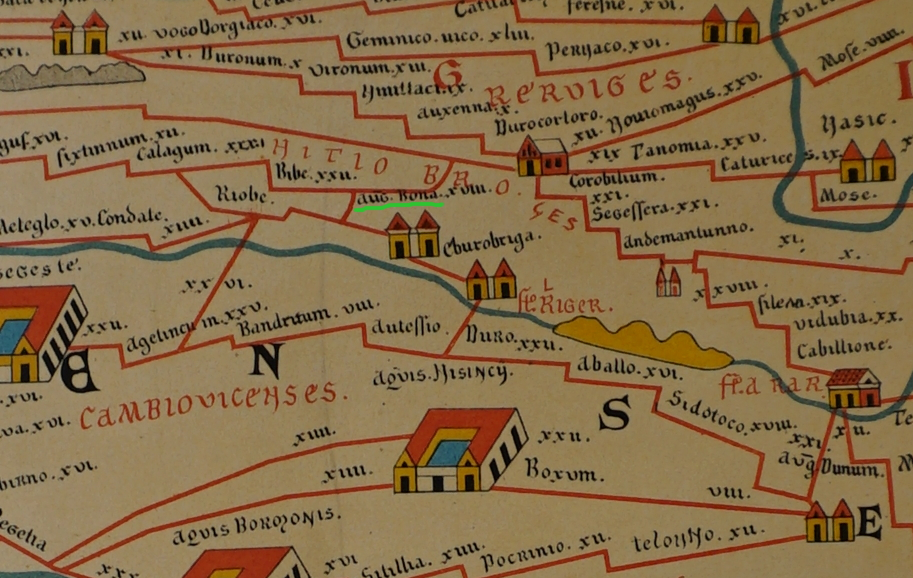
Troyes sur la table de Peutinger.
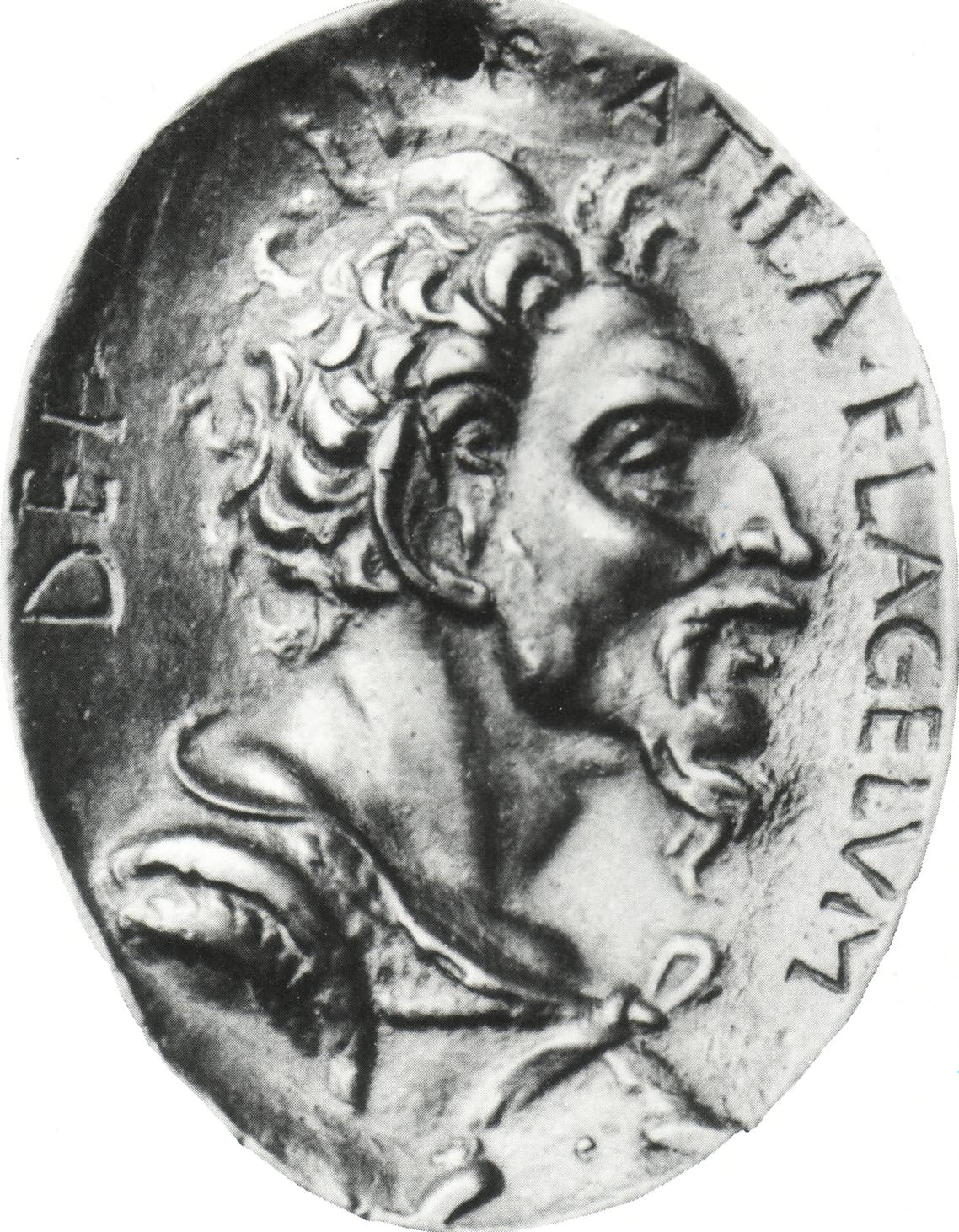
Attila, sur une plaquette d'argent du XVIe siècle.
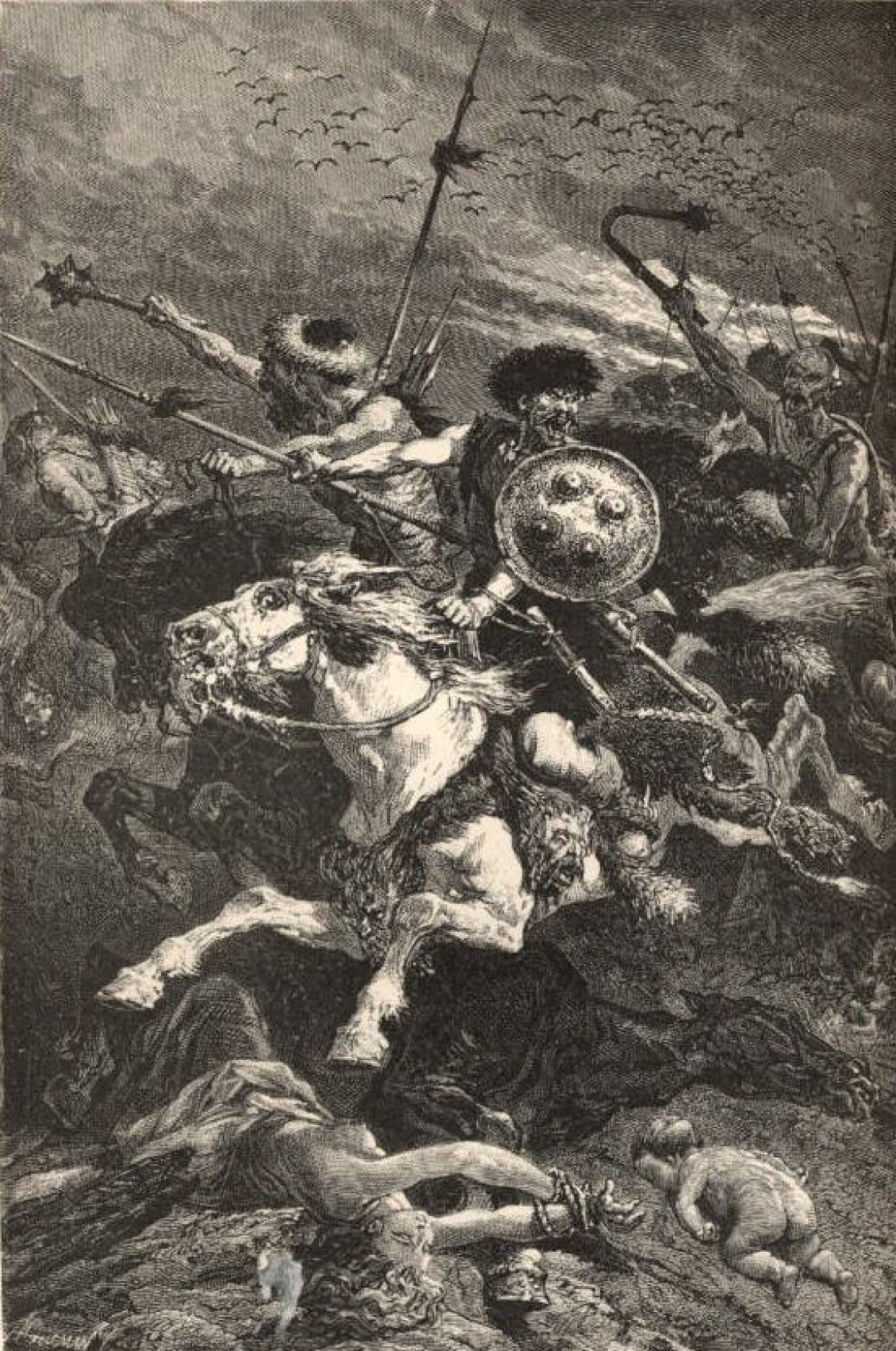
Scène de la bataille des champs Catalauniques.